# بش‌کوز (بسنی)
بش‌کوز (انگلیسی: Beşkoz) یک منطقه مسکونی در ترکیه است که در استان آدیامان و در ناحیه بسنی واقع شده است.